# La Bretagne touristique
La Bretagne touristique est une revue illustrée bretonne éditée par Octave-Louis Aubert de 1922 à 1939. le sous-titre est Revue illustrée des intérêts bretons.
Cette revue mêle la création artistique contemporaine d'inspiration bretonne, patrimoine et développement économique, touristique. Elle fédère autour d'elle un certain nombre d'artistes et de personnages influents de cette période. Elle participera lors de l'Exposition universelle de 1937 à Paris au pavillon de la Bretagne. 

## Arts
Quelques planches en couleur et Bois gravés illustreront parfois la revue comme le montre la couverture du no 69 : Mathurin Méheut, Louis Garis, Malo-Renault, Ernest Guérin, Jean-Charles Contel, Yvonne Jean-Haffen, Paul de Lassence, Noëlie Couillaud, Arsène Briot, Mary Piriou, Kerga, Émile Daubé, etc.
Auteurs journalistes : Charles Le Goffic, Émile Dacier, Auguste Dupouy.